# Андреевское отражение

Электрон (красная частица), падающий на границу между нормальным проводником (N) и сверхпроводником (S), создаёт куперовскую пару в сверхпроводнике и отражается обратно в виде дырки (зелёная частица) в обычный проводник. Вертикальные стрелки показывают ориентацию спина.

Андреевское отражение — процесс отражения электрона, падающего из нормального металла на границу со сверхпроводником, при котором электрон превращается в дырку, меняет обе компоненты скорости на противоположные (при ретро-отражении), а в сверхпроводник попадает два электрона (куперовская пара). Названо по имени Александра Фёдоровича Андреева, теоретически предсказавшего такой тип отражения в 1964 году
. В то же время существует зеркальное андреевское отражение, при котором дырка не меняет проекцию скорости на границу. Этот эффект предсказан Бинаккером в 2006 году.

## Суть явления
Основное состояние электронов в нормальном металле при температуре, стремящейся к абсолютному нулю, — заполненные состояния с энергией ниже, чем энергия Ферми, и пустые состояния с энергией выше фермиевской. Элементарные возбуждения — электроны и дырки — могут иметь сколь угодно малую энергию. С другой стороны, спектр возбуждений в сверхпроводнике имеет зону запрещённых энергий {\displaystyle 2\Delta }, которую называют полной сверхпроводящей щелью. Поэтому проникновение в сверхпроводник из нормального металла электрона или дырки, энергия которых, отсчитанная от уровня Ферми {\displaystyle E_{F}}, лежит ниже щели ({\displaystyle \varepsilon <E_{F}-\Delta }), а также лежит в диапазоне щели вплоть до {\displaystyle \varepsilon =E_{F}+\Delta }, является невозможным. Если к контакту нормальный металл — сверхпроводник приложено напряжение {\displaystyle V}, такое что {\displaystyle eV<\Delta }, электрический ток через контакт за счёт прямого перехода электронов будет определяться лишь носителями, термически активированными выше щели, и будет экспоненциально мал.
В этой ситуации ток создаётся процессом андреевского отражения. Электрон, налетающий на границу, может отразившись от поверхности свехпроводника превратиться в дырку с той же энергией возбуждения. Так как заряд дырки противоположен заряду электрона, то при андреевском отражении, по закону сохранения заряда, заряд, равный удвоенной величине заряда электрона, переносится в сверхпроводник, образуя там куперовскую пару. Таким образом, ток через NS-контакт примерно удваивается, что выражается на вольт-амперной характеристике контакта как линейный участок с удвоенным наклоном при малых напряжениях {\displaystyle |eV|<\Delta }. При {\displaystyle |eV|>\Delta } вольт-амперная характеристика идёт линейно вдоль омического закона.
В простейшем случае изотропного металла без магнитного поля и магнитной структуры, и сверхпроводника с s-спариванием процесс происходит следующим образом. При андреевском отражении сохраняется энергия возбуждения, то есть квазичастица переходит с электронной ветви в спектре возбуждений на дырочную с той же энергией. Импульс электрона при этом несколько отличается от импульса дырки, однако изменение импульса пренебрежимо мало по сравнению с импульсом Ферми в случае металлов где энергия Ферми велика. Однако групповая скорость дырки, {\displaystyle {\vec {v}}=\partial \varepsilon /\partial {\vec {p}}} (где {\displaystyle \varepsilon } и {\displaystyle {\vec {p}}} обозначают энергию и импульс квазичастиц) противоположна групповой скорости электрона. Поэтому в координатном пространстве дырка двигается по траектории электрона, но в обратном направлении (англ. retroreflection). Иными словами, при андреевском отражении квазичастица меняет обе компоненты скорости на противоположные (при обычном отражении только нормальная компонента меняет знак). Так как в куперовской паре спины двух электронов противоположны, спины электрона и дырки также противоположны.

## Теоретическое описание

Слева: Закон дисперсии для частиц из зоны проводимости. Закон дисперсии для электронов показан синей линией, для дырок — красной. Справа: Закон дисперсии для сверхпроводника. Прерывистой линией показан уровень энергии, которой соответствует четыре волновых вектора.

Большинство теоретических методов, использующихся для описания андреевского отражения, основаны на методе функций Грина. Так как описание, основанное на функциях Грина, для сверхпроводников громоздко, используют квазиклассическое приближение — уравнения Эйленбергера для чистых систем и уравнения Узаделя в случае, когда концентрация примесей достаточно высока. Однако для большинства задач удаётся ещё более упростить формализм и использовать интуитивно понятные уравнения Боголюбова — де Жена, которые просто являются обобщением уравнения Шрёдингера на случай системы, содержащей как электроны, так и дырки.
BTK-теория использует последнее приближение для нахождения характеристик ток-напряжение через контакт металл-сверхпроводник. Теория рассматривает одномерную задачу для чистых материалов, где волновой вектор частиц — это хорошее квантовое число и имеет один свободный параметр: высота барьера на границе. Уравнение Боголюбова — де Жена для сверхпроводника записываются в виде
{\displaystyle {\begin{pmatrix}{\frac {\hbar ^{2}k^{2}}{2m}}+G\delta (x)-\mu &\Delta \\\Delta ^{*}&\mu -{\frac {\hbar ^{2}k^{2}}{2m}}-G\delta (x)\end{pmatrix}}{\begin{pmatrix}u\\v\end{pmatrix}}=\varepsilon {\begin{pmatrix}u\\v\end{pmatrix}}}
где {\displaystyle \hbar } — редуцированная постоянная Планка, m — масса электрона, k — волновой вектор частицы, μ — химический потенциал, Δ =Δ0eiφ — сверхпроводящая щель, φ — фаза сверхпроводника, u и v — электронная и дырочные волновые функции, Gδ(x) — дельта-функция с амплитудой G. Собственные значения энергии ε находятся из характеристического уравнения
{\displaystyle \varepsilon ^{2}=\left({\frac {\hbar ^{2}k^{2}}{2m}}-\mu \right)^{2}+\Delta ^{2}}.
На рисунке показаны дисперсионные соотношения для случая металла и сверхпроводника.
Из двух решений этого уравнения рассматривают только положительную энергию. Тогда для металла, где Δ = 0, найдётся четыре волновых вектора (при ε < μ), отвечающие плоским решениям для плоских волн. В таблице приведены все решения уравнения. Для электронов используется индекс «e», а для дырок с положительной энергией, то есть из зоны проводимости — индекс «h». В случае сверхпроводника, когда |Δ| > 0, следует различать два случая. Когда энергия ε > |Δ|, то существуют решения в виде плоских волн. Второй случай соответствует условию ε < |Δ|, когда существуют решения в виде затухающих волн, отвечающие известному эффекту подбарьерного туннелирования в квантовой механике.
| Параметр                        | Металл                                                                                 | Сверхпроводник ε > Δ0 | Сверхпроводник ε < Δ0 |
| ------------------------------- | -------------------------------------------------------------------------------------- | --- | --- |
| Волновые векторы для электронов | {\displaystyle \hbar k_{\pm }^{e}=\pm {\sqrt {2m}}{\sqrt {\mu +\varepsilon }}}         | {\displaystyle \hbar q_{\pm }^{e}=\pm {\sqrt {2m}}{\sqrt {\mu +{\sqrt {\varepsilon ^{2}-\Delta _{0}^{2}}}}}}, ε > Δ0                        | {\displaystyle \hbar q_{\pm }^{e}=\pm {\sqrt {2m}}{\sqrt {\mu +i{\sqrt {\Delta _{0}^{2}-\varepsilon ^{2}}}}}}, ε < Δ0                      |
| Волновые векторы для дырок      | {\displaystyle \hbar k_{\pm }^{h}=\pm {\sqrt {2m}}{\sqrt {\mu -\varepsilon }}}         | {\displaystyle \hbar q_{\pm }^{h}=\pm {\sqrt {2m}}{\sqrt {\mu -{\sqrt {\varepsilon ^{2}-\Delta _{0}^{2}}}}}}, ε > Δ0                        | {\displaystyle \hbar q_{\pm }^{h}=\pm {\sqrt {2m}}{\sqrt {\mu -i{\sqrt {\Delta _{0}^{2}-\varepsilon ^{2}}}}}}, ε < Δ0                      |
| Электронные волновые функции    | {\displaystyle \Psi _{\pm }^{e}={\begin{pmatrix}u_{0}\\0\end{pmatrix}}e^{\pm ik_{e}x}} | {\displaystyle \Psi _{\pm }^{e}={\begin{pmatrix}u_{0}e^{i\phi /2}\\v_{0}e^{-i\phi /2}\end{pmatrix}}e^{\pm iq_{e}x}}                         | {\displaystyle \Psi _{\pm }^{e}={\begin{pmatrix}u_{0}e^{i\phi /2}\\v_{0}e^{-i\phi /2}\end{pmatrix}}e^{\pm iq_{e}x}}                        |
| Дырочные волновые функции       | {\displaystyle \Psi _{\pm }^{h}={\begin{pmatrix}0\\v_{0}\end{pmatrix}}e^{\pm ik_{h}x}} | {\displaystyle \Psi _{\pm }^{h}={\begin{pmatrix}u_{0}e^{i\phi /2}\\v_{0}e^{-i\phi /2}\end{pmatrix}}e^{\pm iq_{h}x}}                         | {\displaystyle \Psi _{\pm }^{h}={\begin{pmatrix}u_{0}e^{i\phi /2}\\v_{0}e^{-i\phi /2}\end{pmatrix}}e^{\pm iq_{h}x}}                        |
| Амплитуды электронные           | {\displaystyle u_{0}=1}                                                                | {\displaystyle u_{0}={\sqrt {\frac {\Delta _{0}}{2\varepsilon }}}e^{{\frac {1}{2}}{\textrm {arccosh}}{\frac {\varepsilon }{\Delta _{0}}}}}  | {\displaystyle u_{0}={\sqrt {\frac {\Delta _{0}}{2\varepsilon }}}e^{{\frac {i}{2}}{\textrm {arccos}}{\frac {\varepsilon }{\Delta _{0}}}}}  |
| Амплитуды дырочные              | {\displaystyle v_{0}=1}                                                                | {\displaystyle v_{0}={\sqrt {\frac {\Delta _{0}}{2\varepsilon }}}e^{-{\frac {1}{2}}{\textrm {arccosh}}{\frac {\varepsilon }{\Delta _{0}}}}} | {\displaystyle v_{0}={\sqrt {\frac {\Delta _{0}}{2\varepsilon }}}e^{-{\frac {i}{2}}{\textrm {arccos}}{\frac {\varepsilon }{\Delta _{0}}}}} |

Теперь если использовать стандартную теорию для матрицы рассеяния в одномерном случае, где падающая, отражённая и прошедшая волны записываются в приведённой выше форме, то можно получить уравнения для коэффициентов отражения и прохождения, используя условия непрерывности волной функции на границе и условие скачка производной на границе в случае добавления дельта потенциала произвольной высоты. Для вывода также условие на групповую скорость, чтобы ток вероятности переносился согласно определению для падающей, отражённой и прошедшей волн, и рассматривается только одна падающая волна для электрона, а остальные рассеянные. Групповые скорости различаются для металла ve/h и сверхпроводника we/h
{\displaystyle v_{e/h}={\frac {\hbar k_{e/h}}{m}}},
{\displaystyle w_{e/h}={\frac {\sqrt {\varepsilon ^{2}-\Delta _{0}^{2}}}{\varepsilon }}v_{e/h}},
причём видно, что в сверхпроводнике групповая скорость приближается к нулю при приближении энергии к ширине щели. В случае андреевского отражения, когда уровень Ферми много больше энергии частиц и щели, амплитуды рассеяния (отражения и прохождения) запишутся в виде
{\displaystyle r_{he}={\frac {u_{0}v_{0}}{u_{0}^{2}+Z^{2}(u_{0}^{2}-v_{0}^{2})}}e^{-i\phi }},
{\displaystyle r_{ee}={\frac {(Z^{2}-iZ)(u_{0}^{2}-v_{0}^{2})}{u_{0}^{2}+Z^{2}(u_{0}^{2}-v_{0}^{2})}}},
{\displaystyle t_{ee}={\frac {(1-iZ)u_{0}{\sqrt {u_{0}^{2}-v_{0}^{2}}}}{u_{0}^{2}+Z^{2}(u_{0}^{2}-v_{0}^{2})}}e^{-i\phi /2}},
{\displaystyle t_{he}={\frac {iZv_{0}{\sqrt {u_{0}^{2}-v_{0}^{2}}}}{u_{0}^{2}+Z^{2}(u_{0}^{2}-v_{0}^{2})}}e^{-i\phi /2}},
где {\displaystyle Z=Gm/\hbar ^{2}k_{F}} — параметр, определяющий прозрачность барьера. Соответствующие вероятности будут иметь вид квадратов модулей амплитуд. Полностью прозрачный барьер приведёт к занулению процесса e → e, то есть будет полностью отсутствовать отражение электрона, в то время как для процесса e → h получится следующее выражение ε < Δ0
{\displaystyle r_{he}={\frac {v_{0}}{u_{0}}}e^{-i\phi }=e^{-i\phi -i{\textrm {arccos}}{\frac {\varepsilon }{\Delta _{0}}}}},
а соответствующая вероятность будет равна 1. При больших энергиях ε > Δ0 амплитуда будет затухать при росте энергии
{\displaystyle r_{he}={\frac {v_{0}}{u_{0}}}e^{-i\phi }=e^{-i\phi -{\textrm {arccosh}}{\frac {\varepsilon }{\Delta _{0}}}}.}

## Необычное андреевское отражение

### Графен

Слева: Закон дисперсии для графена. Зона проводимости для электронов показана красными линиями, а синими точечными линиями показана валентная зона для дырок. В центре: зона проводимости показана для дисперсионного соотношения. Синей сплошной линией показаны дырочные возбуждения в зоне проводимости. Справа: Закон дисперсии при нулевой энергии Ферми

Уравнение Боголюбова — де Жена для сверхпроводника имеет вид
{\displaystyle {\begin{pmatrix}H-E_{F}&\Delta \\\Delta ^{*}&E_{F}-\Theta H\Theta ^{-1}\end{pmatrix}}{\begin{pmatrix}u\\v\end{pmatrix}}=\varepsilon {\begin{pmatrix}u\\v\end{pmatrix}}}
где H — гамильтониан для одной частицы, EF — уровень Ферми, Δ — энергетическая щель или параметр порядка, u и v — электронная и дырочные волновые функции, Θ — оператор инверсии времени, который вводится таким соотношением
{\displaystyle \Theta ={\begin{pmatrix}0&\sigma _{z}\\\sigma _{z}&0\end{pmatrix}}C=\Theta ^{-1}}
где C — комплексное сопряжение. Так ε > 0 положительная энергия квазичастиц отсчитанная от уровня Ферми. В случае нормального состояния уравнения для электронов и дырок разделяются и решения независимы и симметричны по энергии. При включении взаимодействия между электронной и дырочной составляющими посредством парного потенциала Δ формируются связные состояния электронов и дырок. Без конкретного вида одночастичного гамильтониана уравнение Боголюбова — де Жена можно применить для любого закона дисперсии. В случае же графена с его линейной связью между энергией и волновым вектором гамильтониан примет вид
{\displaystyle H={\begin{pmatrix}H_{+}&0\\0&H_{-}\end{pmatrix}}={\begin{pmatrix}-i\hbar v_{F}(\sigma _{x}\partial _{x}+\sigma _{y}\partial _{y})+U&0\\0&-i\hbar v_{F}(\sigma _{x}\partial _{x}-\sigma _{y}\partial _{y})+U\end{pmatrix}}}
σx, σy, σz — матрицы Паули, действующие не в спиновом пространстве, а в пространстве подрешёток, ещё называемых псевдоспином, vF — фермиевская скорость, U — потенциальная энергия, которая отрицательна в области под сверхпроводником, |k|2=kx2+ky2 — квадрат волнового вектора. Подставляя этот гамильтониан в уравнение Боголюбова — де Жена, получим систему из восьми дифференциальных уравнений с волновыми функциями {\displaystyle u=(\Psi _{A+},\Psi _{B+},\Psi _{A-},\Psi _{B-})^{T}}, {\displaystyle v=(\Psi _{A-}^{*},-\Psi _{B-}^{*},\Psi _{A+}^{*},-\Psi _{B+}^{*})^{T}}. Эта система распадается на две системы по четыре уравнения, приводя к уравнениям Дирака — Боголюбова — де Жена с дисперсионным соотношением
{\displaystyle \varepsilon ={\sqrt {|\Delta |^{2}+(E_{F}-U\pm \hbar v_{F}|{\textbf {k}}|)^{2}}}}.
При выводе уравнения Боголюбова — де Жена принималось во внимание приближение среднего поля, при котором длина когерентности сверхпроводника много больше фермиевской длины в сверхпроводнике {\displaystyle \xi =\hbar v_{F}/|\Delta |\gg \lambda _{F}^{s}}, но соотношение этих величин для сверхпроводника и нормального металла не имеет ограничений, и возможны два предельных случая, когда {\displaystyle \xi \gg \lambda _{F}^{n}} и {\displaystyle \xi \ll \lambda _{F}^{n}}. Эти два случая принципиально различаются: в случае, если энергия электрона {\displaystyle \varepsilon <|\Delta |}, то при {\displaystyle E_{F}\gg |\Delta |} наблюдается обычное андреевское отражение, а при {\displaystyle E_{F}\ll |\Delta |} возникает зеркальное андреевское отражение, когда отражённая дырка сохраняет проекцию скорости на границу. Для графена также наблюдается отсутствие отражения при нормальном падении электронов на границу сверхпроводник-металл при любой разнице уровней Ферми благодаря сохранению киральности, в отличие от нормального металла, где существует отражение.

## Контакт сверхпроводник — изолятор высокой прозрачности — сверхпроводник
Когда два сверхпроводника слабо связаны, например, в структуре сверхпроводник-изолятор-сверхпроводник (SIS), сверхток может протекать вследствие эффекта Джозефсона, который возникает из-за фиксированного различия фаз волновых функций носителей тока в двух сверхпроводниках поперек прослойки нормального металла
.
Такая приборная структура известна как джозефсоновский переход, причем максимальная величина сверхтока, протекающего через переход, определяется как джозефсоновский критический ток, Ic. В наиболее чистых обычных металлических переходах произведение сверхтока и сопротивления в нормальном состоянии является постоянной величиной, которая пропорциональна величине сверхпроводящей щели БКШ — 2Δ, то есть {\displaystyle I_{c}R_{n}=\pi \Delta /2e}, где Ic — это джозефсоновский критический ток, а Rn — это сопротивление металла в нормальном состоянии (формула Амбегаокара — Баратова). Произведение IcRn не зависит от геометрии образца, поскольку одни и те же зависимые от геометрии образца параметры самоликвидируются в выражениях для Ic и Rn. Интересно, что новый мезоскопический режим возникает, когда ширина, w, нормального проводника сокращается, чтобы стать сравнимой с длиной волны Ферми, λF, носителей заряда, и его проводимость в нормальном состоянии становится квантованной в единицах e²/h, где e — заряд электрона, а h — постоянная Планка, слабо завися от ограничений, накладываемых на значение длины канала, которые обусловлены формированием одномерных подзон
. Было предсказано
, что универсальное произведение IcRn=πΔ/2e также играет важную роль в коротких джозефсоновских переходах с дискретными поперечными модами, где каждая из N мод формирует независимый уровень, связанный с андреевским отражением, и одинаковым образом вносит вклад в общий сверхток. Таким образом, Ic=2πNeΔ/h, хотя такой режим и не был достигнут экспериментально
. В большинстве предыдущих исследований сандвичей типа SIS структур, для того чтобы формировать переходы были использованы обычные металлы. В этих переходах сложно достигнуть режима, при котором w~λF, поскольку желательно реализовать стабильный и контролируемый переход шириной несколько атомных слоев. Это ограничение может быть преодолено при использовании полупроводников вследствие наличия в них низкой плотности носителей заряда и соответственно большой длины волны Ферми, так как λF=2π/kF=(2π/p2D)1/2, где kF — Фермиевский волновой вектор, а p2D — двумерная концентрация дырок в яме.